# Feuerlöschordnung
Die Feuerlöschordnung oder Feuerordnung war in der Zeit nach dem Mittelalter bis zum Beginn des 20. Jahrhunderts ein kommunales Gesetz, oft auch gekoppelt an eine Polizeiordnung. Dieses regelte das Verhalten eines jeden Bürgers im Brandfall. Manchmal gehörte vor allem im Mittelalter hierzu auch, dass ein Großteil der Bürger sich zu bewaffnen und an Sammelpunkten einzutreffen hatte, da Brände oft von Plünderern gelegt wurden, um von sich abzulenken. Auch welche Gilde oder Zunft welches Material und Personal zu stellen hatte, war geregelt. Oft wurde in die Verordnungen aufgenommen, dass jeder Haushalt einen Ledereimer für Feuerlöschzwecke bereitzuhalten hat.
Wichtig waren auch die Regelungen über die Bedachung der Häuser. So wurden beispielsweise Strohdächer in Verbindung mit offenen Feuerstellen im Haus verboten, da hierdurch die meisten Feuersbrünste entstanden.
Der Verhütung eines Feuerbrandes dienten bereits im 18. Jahrhundert die ersten Anordnungen in Textform im Kurfürstentum Trier vom 9. Mai 1721 und in der Kurpfalz aus dem Jahr 1772 über vorschriftsmäßige Hantierung mit Flachs, Hanf, Stroh und Heu, über den Gebrauch der Laternen, der Tabakspfeife, über das allabendliche Beseitigen von Spänen in den Werkstätten der Schreiner, Wagner und Bender, das tägliche Löschen des Ofen- und Herdfeuers zur bestimmten Abendstunde. Nach gleichzeitigen Bauvorschriften durften keine Holzschornsteine mehr errichtet, keine hölzernen Schläuche mehr eingebaut werden, die den Rauch der Feuerstätte zum Kamin zu leiten hatten, wie es untersagt wurde, Ofenrohre zum Fenster hinauszuführen. Der Urheber der vorsätzlichen Brandstiftung soll nach Kaiser Karls V. peinlicher Halsgerichtsordnung mit dem Feuer vom Leben zu Tode gebracht werden. Streng wurde darauf gehalten, dass stets jeder Hauswirt einen mit Wasser gefüllten Zuber bereitstehen und einen mit Namen versehenen ledernen Feuereimer greifbar hatte. Die jeweilige Gemeinde musste eine bestimmte Anzahl von Eimern vorrätig halten. Es durfte kein Einwohner heiraten oder als Untertan angenommen werden, der nicht den Gemeindeeimern einen neuen, mit Jahreszahl und Namen versehenen zugeliefert hatte.
Im Rheinland wurde auch dem vorbeugenden Brandschutz Rechnung getragen. In der Feuerordnung vom 2. September 1833 ist bereits ausführlich festgelegt worden, dass Dächer nicht mehr mit Stroh gedeckt werden dürfen und Kamine aus Ziegel- oder Bruchsteinen erbaut werden müssen. Sogar der Abstand eines Ofens von einer Fachwerkwand wurde mit wenigstens ein Fuß festgelegt.
Um das Jahr 1835 mussten nach Verordnung der Regierung des Herzogtums Nassau Pflichtfeuerwehren aufgestellt werden. So wurde jeder Mann vom zwanzigsten bis zum sechzigsten Lebensjahr zum Feuerlöschdienst verpflichtet und hatte dreimal im Jahr zu einer Pflichtübung zu erscheinen. Ausgenommen waren Pfarrer, Ärzte und Lehrer.
Die ältesten Feuerlöschordnungen stammen aus Augsburg und Lübeck (1276), Wien (1278), Flensburg (1284), Zwickau (1348), Aachen (1350), Erfurt (1351), München (1370), Köln (1403), Bremen (1433), Frankfurt am Main (1439), Hamburg (1462) und Bozen (1470). Heute sind Feuerlöschordnungen in diesem Sinne und in dieser Art nicht mehr notwendig, da in den Brand- und Katastrophenschutzgesetzen der Bundesländer die erforderlichen Regelungen getroffen sind.